# Est-Ouest
Est-Ouest (francès: Est-Ouest; rus: Восток-Запад) és una pel·lícula dramàtica de 1999 dirigida per Régis Wargnier, protagonitzada per Sandrine Bonnaire, Oleg Menshikov, Catherine Deneuve i Serguei Bodrov Jr. En general, va obtenir una bona acollida per part de la crítica.

## Argument
El 1946, Stalin fa una crida a tots els emigrats russos blancs que van fugir a Occident després de la revolució bolxevic russa de 1917, per tal que retornir a l'URSS i ajudar, així, a reconstruir la pàtria devastada després de la Segona Guerra Mundial, oferint-los-hi la ciutadania. Entre un grup d'emigrats francesos hi ha el metge Alexei Golovin (Menshikov), que es creu les promeses de Stalin d'un nou començament pacífic, la seva dona francesa Marie (Bonnaire) i el seu fill petit Serioja. L'ambient al vaixell que els porta a Rússia és jovial, amb alcohol i música. Però tan bon punt atraquen a Odessa, és evident per tots els tripulants que Stalin només ha utilitzat les seves promeses com a excusa per assassinar els exiliats o fer-los recloure en gulags. Un cop a terra, les autoritats soviètiques els separen en dos grups, "aptes" i "no aptes". Un jove rep un tiroteig intentant tornar corrents cap al seu pare, del qual ha sigut separat. Els Golovin comencen a entendre així la situació en què es troben.
En arribar, Marie és marcada com una espia per un funcionari soviètic i el seu passaport francès és estripat. La família s'instal·la a un petit apartament d'una casa comunal a Kíev i Alexei accepta una feina per supervisar la salut dels treballadors en una fàbrica. La Marie fa breument amistat amb l'anciana mestressa de la casa, que parla una mica de francès, però és "denunciada" ràpidament, se l'emporten i acaba seguidament morta. El seu net Saixa (Bodrov) es queda sense casa quan arriba una parella i reclama l'habitació de la seva àvia. Marie el convida a viure a l'habitació dels Golovin.
Marie se sent ofegada i reprimida i vol tornar a França. Preten dirigir-se a les autoritats soviètiques per demanar que la retornin, però Alexei l'atura, conscient que un aldarull públic podria provocar que els matessin a tots. També s'acosta a una actriu francesa de visita, Gabrielle (Deneuve), i intenta obtenir la seva ajuda per escapar de l'URSS. La Marie i l'Alexei es van allunyant a mesura que ell assumeix el seu paper d'assessor de salut pública i segueix públicament la línia del partit, mentre ella anhela França. La seva incipient amistat amb Saixa, que és un nedador campió recentment expulsat de l'equip local, es converteix en una via per a poder fugir. Mentre ella l'ajuda a entrenar per recuperar la seva posició a l'equip, veuen una oportunitat d'anar a l'oest per als campionats d'Europa, fet que els permetria obtenir la libertat. Mentrestant, Marie aconsegueix una feina treballant per planxar vestits per al cor militar de Kíiv.
La Maria i l'Alexei es barallen després que ell agraeix públicament al govern soviètic i ella està furiosa. Aleshores, Alexei revela que s'ha liat amb una veïna, l'Olga, perquè la Marie s'ha distanciat i l'altra dona "el mira d'una altra manera" que el ressentiment que rep constantment de la Marie. Ella l'expulsa de casa i Alexei comença a viure a l'habitació veïna amb l'Olga.
Saixa guanya les proves i és seleccionat per als campionats de Viena. Després de la selecció, passa la nit amb la Marie. Poc després, les cartes de la Marie a la seva família francesa són descobertes dins del sac de Saixa i el seu entrenador l'adverteix que s'allunyi. Saixa va a un camp d'entrenament al costat del mar Negre.
Mentre està fora per entrenar-se, Saixa se les arregla per poder ser introduït de contraban en un vaixell fora de l'URSS però abans necessita els diners per pagar-ho. Marie obté la suma necessària i arriba a la ciutat portuària amb el cor militar. El capità del vaixell al principi intenta tornar a l'acord, però després explica que no pot apropar-se a la costa, de manera que Saixa ha de nedar sis hores abans d'arribar a la costa. Marie és brutalment interrogada pel mateix funcionari del KGB que va conèixer quan va arribar a l'URSS. Un article de la revista francesa revela que Saixa ha aconseguir escapar a Occident. Marie, per contra, és empresonada durant sis anys.
Un cop alliberada, el seu fill i el seu marit, ara adolescents, la van a rebre. Ella es reconcilia amb Alexei, i ell li promet que encara l'estima. Dos anys més tard es troben en una delegació a Sofia, Bulgària, on Alexei revela a Marie que durant el seu empersonament ha organitzat la seva fugida tot escrivint a l'actriu Gabrielle. Marie i el seu fill escapen amb Gabrielle a l'ambaixada francesa. Alexei és arrestat per còmplice i enviat com a metge en un gulag de Sakhalin. Amb l'arribada de la glasnost a la Unió Soviètica, finalment el 1987 pot retornar a França.

## Repartiment
- Sandrine Bonnaire com a Marie Golovina
- Oleg Menshikov com Alexey Golovin
- Catherine Deneuve com a Gabrielle Devele
- Serguei Bodrov Jr. com Sasha Vasilyiev
- Grigori Manoukov com a Pirogov
- Tatyana Dogileva com a Olga
- Bohdan Stupka com el coronel Boyko
- Hubert Saint-Macary com a assessor de l'ambaixada
- Atanass Atanasov com a Viktor
- Valentin Ganev com a Volodia Petrov
- Ruben Tapiero com a Seryozha, 7 anys
- Erwan Baynaud com Seryozha, 14 anys
- Meglena Karalambova com a Nina Fyodorovna
- Tania Massalitinova com Anastasia Aleksandrovna
- Nikolai Binev (acreditat com a Nikolaï Binev) com a Sergei Kozlov
- René Féret com a ambaixador de França
- Daniel Martin com a capità turc
- Hubert Saint-Macary com a assessor de l'ambaixada
- Jauris Casanova com Fabiani
- Yuriy Yakovlev (acreditat com Youri Yakovlev) com a Vieil Homme Kommonalka
- Viara Tabakova com a Epouse de l'ivrogne
- Dimitar Nikolov com a xofer de camions

## Recepció

### Resposta crítica
Est-Ouest té una puntuació positiva del 65% al lloc web de l'agregador de ressenyes Rotten Tomatoes, basada en 31 ressenyes, i una puntuació mitjana de 6,53/10. A Metacritic, la pel·lícula té una puntuació mitjana ponderada de 61 sobre 100, basada en 27 crítics, la qual cosa indica "crítiques generalment favorables".

### Premis
Nominacions
- 1999 - Globus d'Or: Millor pel·lícula en llengua estrangera
- 1999 - Premis César:

Millor pel·lícula
Millor actriu : Sandrine Bonnaire
Millor director : Regis Wargnier
Millor música: Patrick Doyle
- 1999 - Premis Oscar: Nominada a la millor pel·lícula en llengua estrangera — Regis Wargnier
- 1999 - Premis National Board of Review: Millor pel·lícula estrangera

Va guanyar
- 2000 - Miami International Film Festival: Premi del Públic
- 2000 - Festival Internacional de Cinema de Palm Springs: Premi del Públic
- 2000 - Santa Barbara International Film Festival: Premi de l'Elecció del Públic